# Tramway de Royan
Le tramway de Royan  est le nom de l'ancien tramways ayant fonctionné entre 1890 et 1945 à Royan, et de Saint-Georges-de-Didonne à la Grande-Côte de Saint-Palais-sur-Mer, dans le département de la Charente-Maritime.
Les  lignes formaient un réseau de 16 kilomètres reliant le centre-ville de Royan aux communes environnantes.
 
Le tramway est exploité par deux sociétés qui vont se succéder :
- la société Decauville
- la société du Tramway de la Grande-Côte à Royan.

Anéanti lors des bombardements de 1945, le tramway n'est pas remis en service à l'issue de la Seconde Guerre mondiale.

## Historique

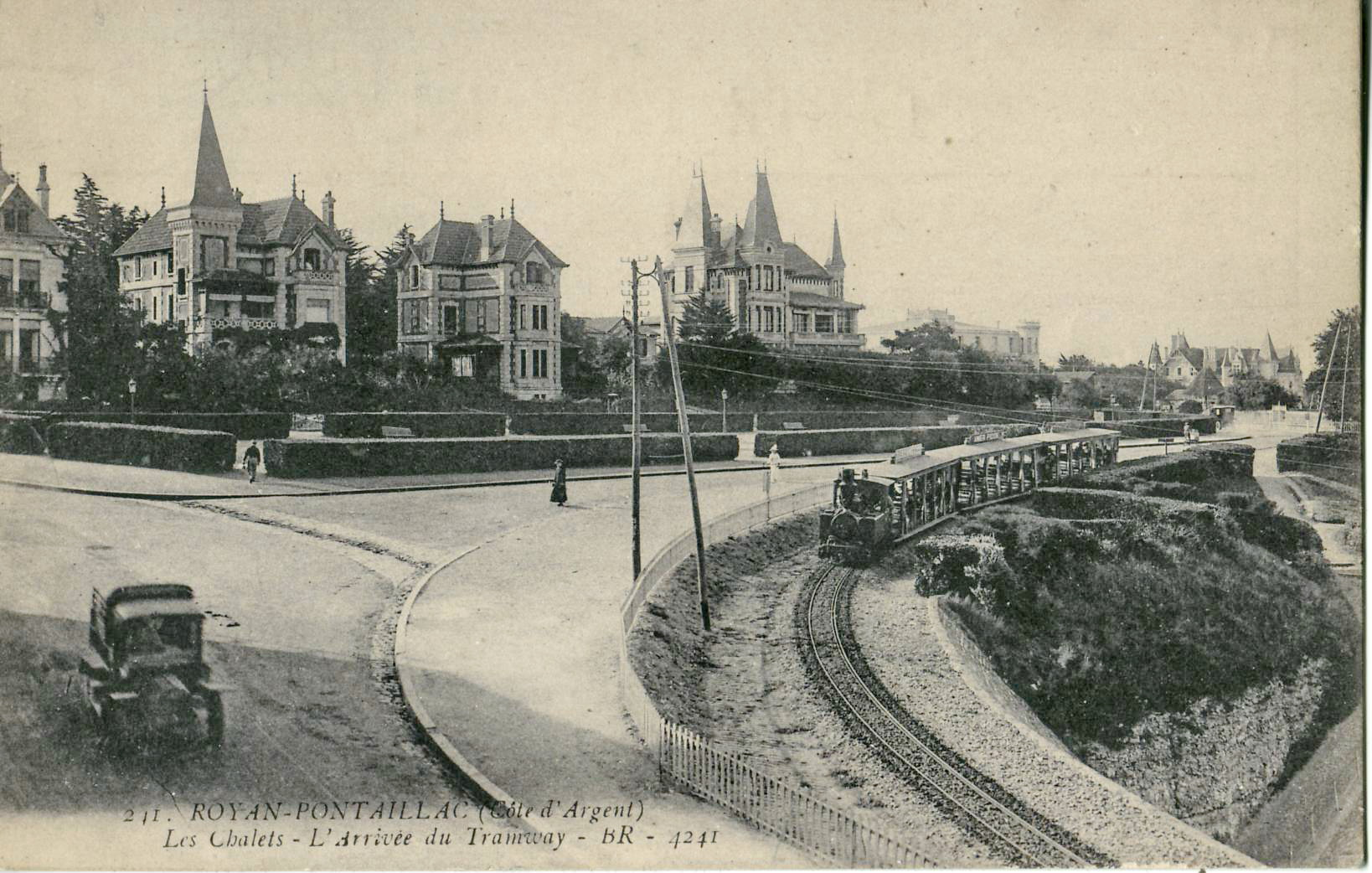
Le tramway de Royan au terminus de Pontaillac

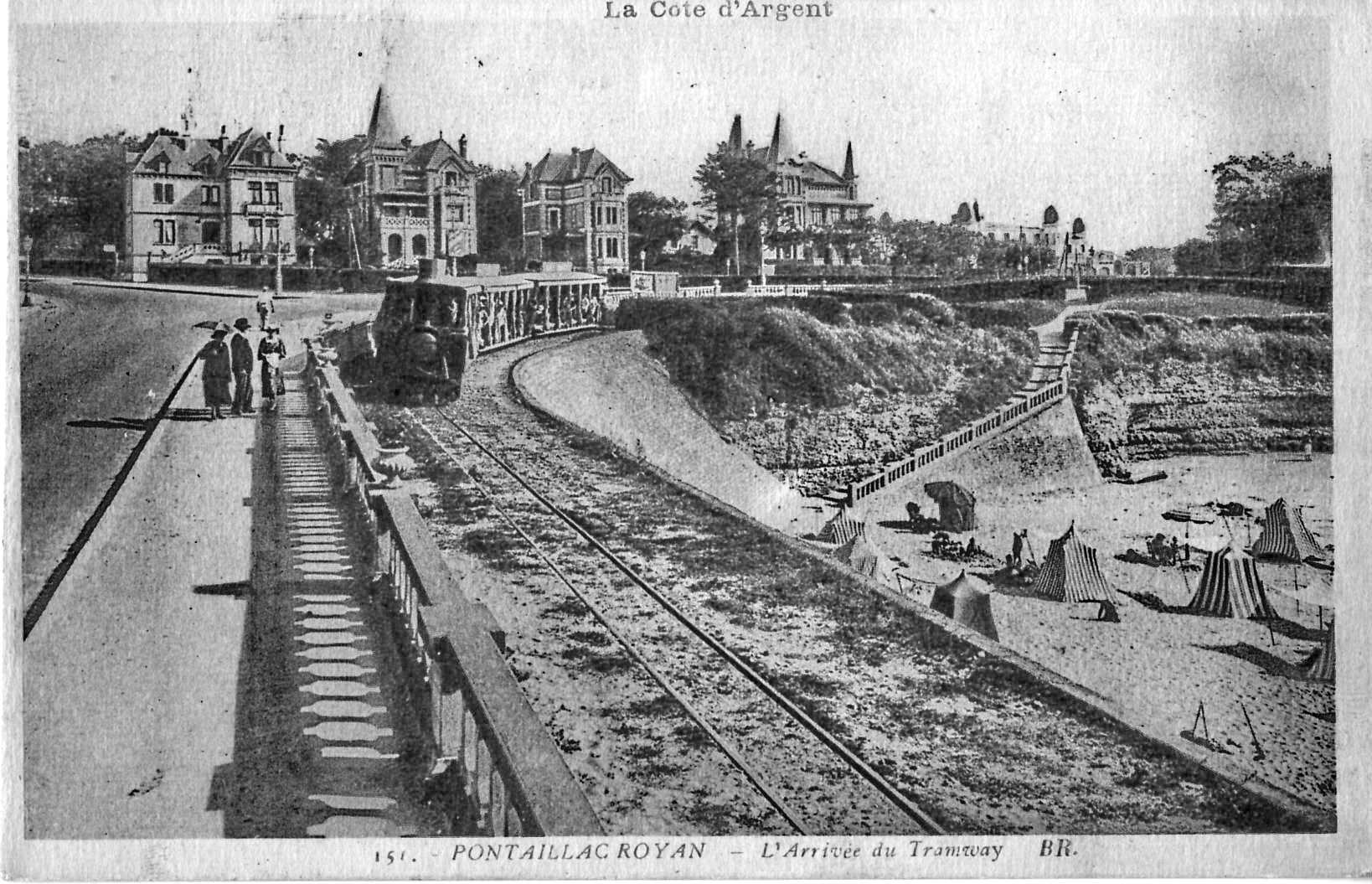
L'arrivée du tramway à Pontaillac

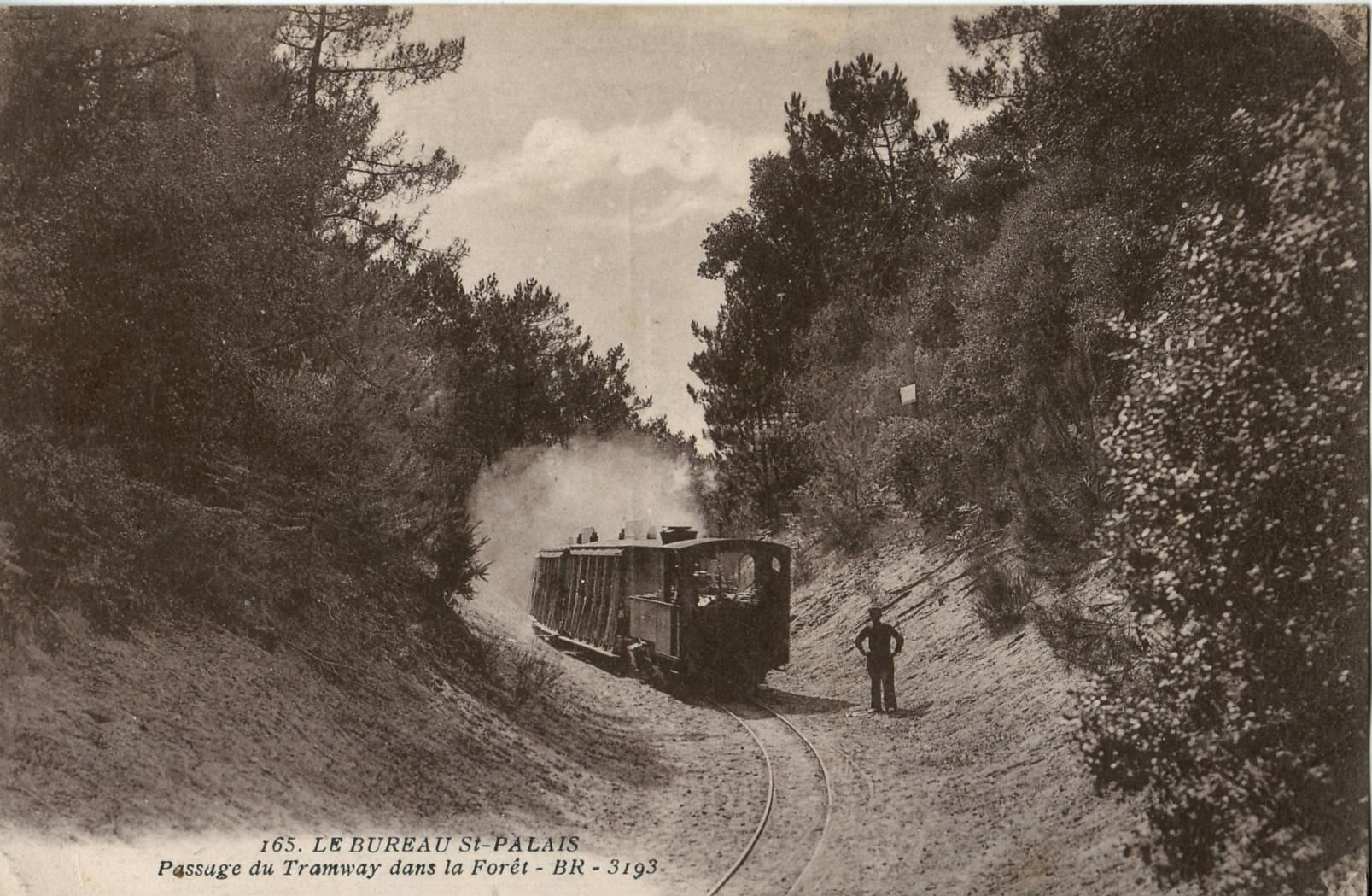
Le tramway dans la forêt de Saint-Palais

De 1885 à 1890, les transports urbains de la ville sont composés d'un omnibus à cheval qui relie différentes stations allant de Pontaillac au quartier du Parc.
En 1890, sous l'impulsion du maire de l'époque, Frédéric Garnier, un réseau de tramway est installé.
Les travaux commencent le 26 juin 1890 et avancent très rapidement : dès le 27 juillet de cette même année, le premier tronçon est achevé, reliant le Grand Hôtel au quartier de Foncillon. Un mois plus tard, le 30 août, la cérémonie d'inauguration officielle est présidée par le ministre des travaux publics Yves Guyot.

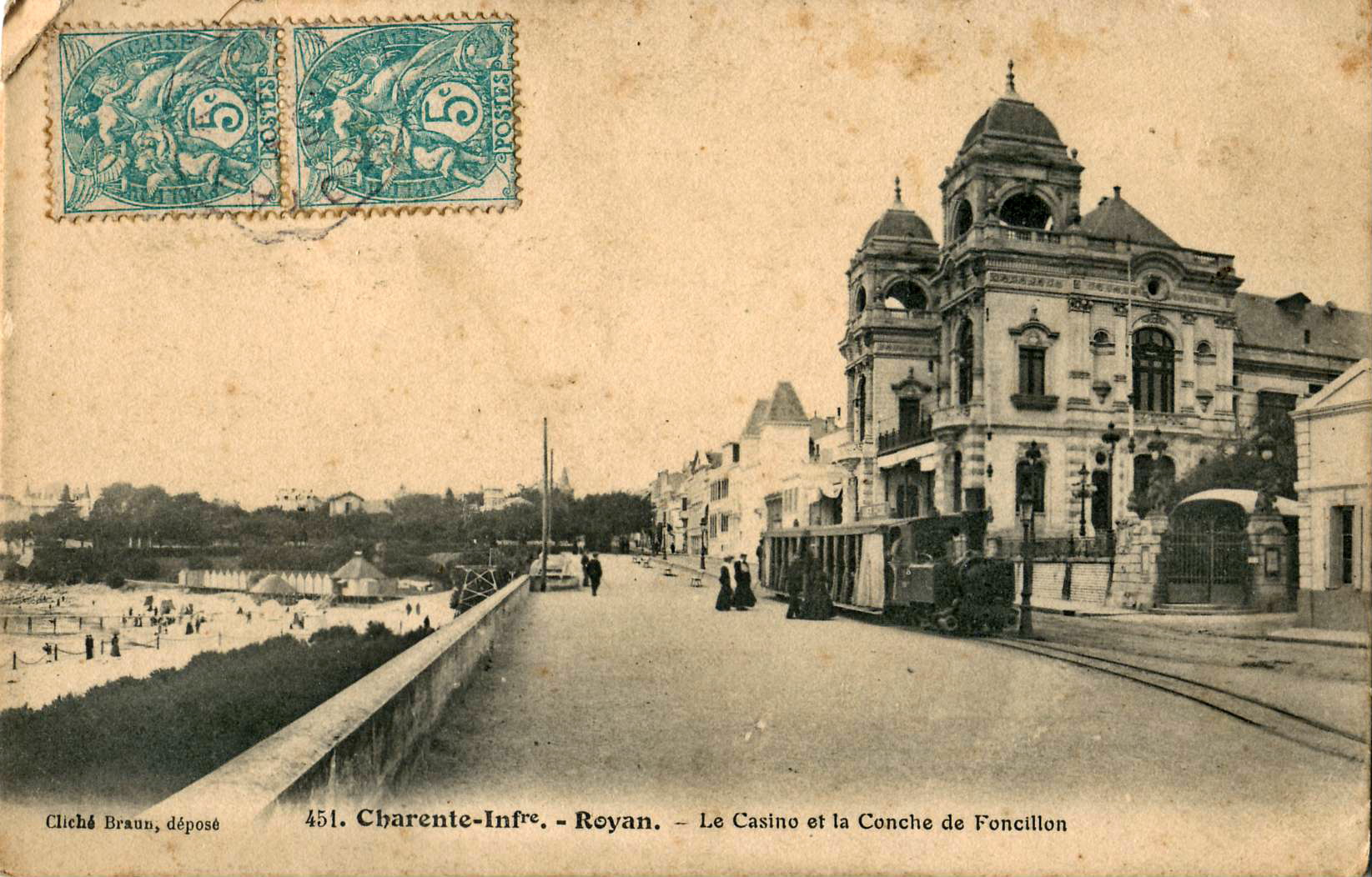
Rame devant la Conche de Foncillon...
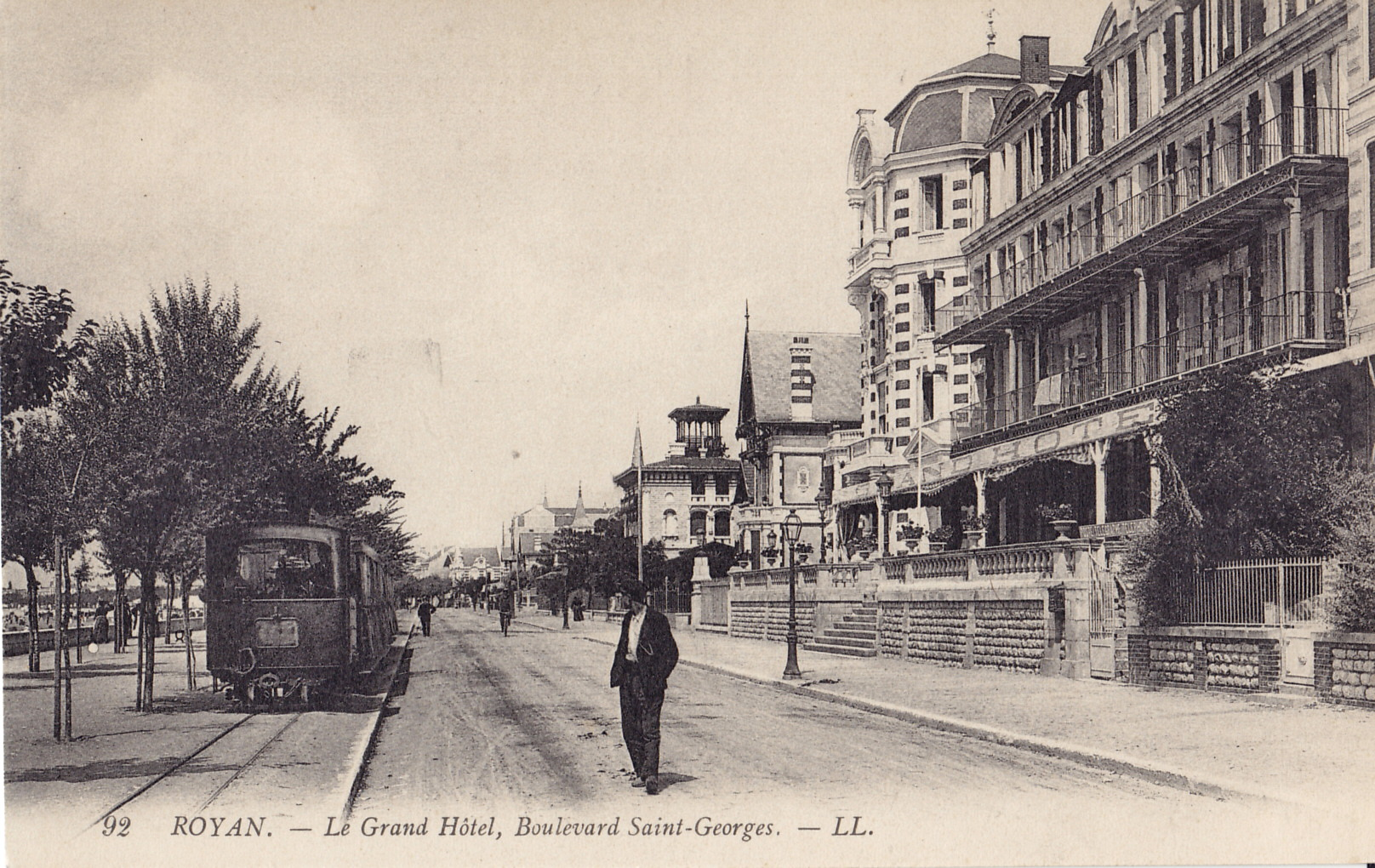
... et devant le Grand Hôtel, boulevard Saint-Georges

## Les exploitants

### La Compagnie des tramways de Royan
L'exploitation du réseau urbain est concédée à la société Decauville à laquelle se substitue la Compagnie des tramways de Royan.
Une première extension du réseau en direction de Saint-Georges-de-Didonne est décidée peu après, le tramway atteint effectivement le centre de cette commune limitrophe de Royan en 1891. Une deuxième ligne atteindra la rue du Port en 1905. 

L'ensemble des lignes de la compagnie atteint une longueur de 10 km.

### LaSociété du tramway de Pontaillac à la Grande-Côte à Royan
Cette société se voit attribuer la concession d'une ligne entre Pontaillac et La Grande Côte, via Saint-Palais-sur-Mer en 1897, d'une longueur de 6 km. Ce prolongement constitue la dernière tranche de travaux. 

Le réseau  atteint près de 16 kilomètres de longueur en 1905.

La société du tramway de Pontaillac à la Grande-Côte à Royan est absorbée en 1903 par la compagnie des tramways de Royan.

## Ligne de La Grande Côte à Ronce-les-Bains
Une ligne de La Grande Côte à Ronce-les-Bains a été concédée à l'administration des Eaux et Forêts. Elle est louée en 1924 à la compagnie des tramways de Royan. L'écartement des rails, initialement de 1 mètre est alors ramené à 60 cm.
La Compagnie des Tramways de Royan, utilise des automotrices à essence construite par les Établissements Campagne pour desservir la ligne. L'exploitation est abandonnée en 1940.

## Exploitation
Durant la période estivale, des  rames se succédaient tous les quarts d'heure, de huit heures à vingt heures.
Le tramway urbain sera définitivement abandonné lors de la reconstruction de la ville, à une époque où ce mode de transport apparaissait comme dépourvu d'avenir.

## Tracé
- Saint-Georges-Port - La Grande Côte

| uexKBHFa |

| uexKBHFa | uexSTR |  |

| uexSTR | uexHST |  |

| uexSTRl | uexABZg+r |  |

| uexHST |

| uexHST |

| uexHST |

| LSTRq | KBHFeq | uexKBHFaq | uexABZg+r |  |  |  |

| uexBHF |

| uexKBSTaq | uexABZgr+r |  |

| uexBHF |

| uexHST |

| uexBHF |

| uexHST |

| uexBHF |

| uexLSTRq | uexABZgr+r |  |

| uexKBHFe |

| uexKBHFa |

| uexKBHFa | uexSTR |  |

| uexSTR | uexHST |  |

| uexSTRl | uexABZg+r |  |

| uexHST |

| uexHST |

| uexHST |

| LSTRq | KBHFeq | uexKBHFaq | uexABZg+r |  |  |  |

| uexBHF |

| uexKBSTaq | uexABZgr+r |  |

| uexBHF |

| uexHST |

| uexBHF |

| uexHST |

| uexBHF |

| uexLSTRq | uexABZgr+r |  |

| uexKBHFe |

- La Grande Côte - Ronce-les-Bains

| uexKBHFa |

| uexLSTRq | uexABZgr+r |  |

| uexKBSTaq | uexABZg+r |  |

| uexHST |

| uexBHF |

| uexBHF |

| uexHST |

| uexKBSTaq | uexABZgr+r |  |

| uexHST |

|  | uexABZgl | uexKBSTeq |

| uexBHF |

| uexLSTRq | uexABZgr+r |  |

| uexKBHFe |

| uexKBHFa |

| uexLSTRq | uexABZgr+r |  |

| uexKBSTaq | uexABZg+r |  |

| uexHST |

| uexBHF |

| uexBHF |

| uexHST |

| uexKBSTaq | uexABZgr+r |  |

| uexHST |

|  | uexABZgl | uexKBSTeq |

| uexBHF |

| uexLSTRq | uexABZgr+r |  |

| uexKBHFe |

## Matériel roulant

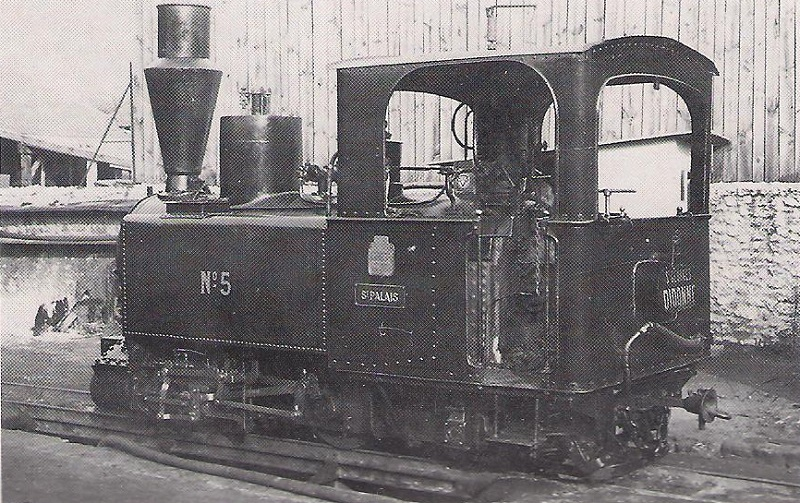
Locomotive de type 021t n°5 de la série 1 à 8

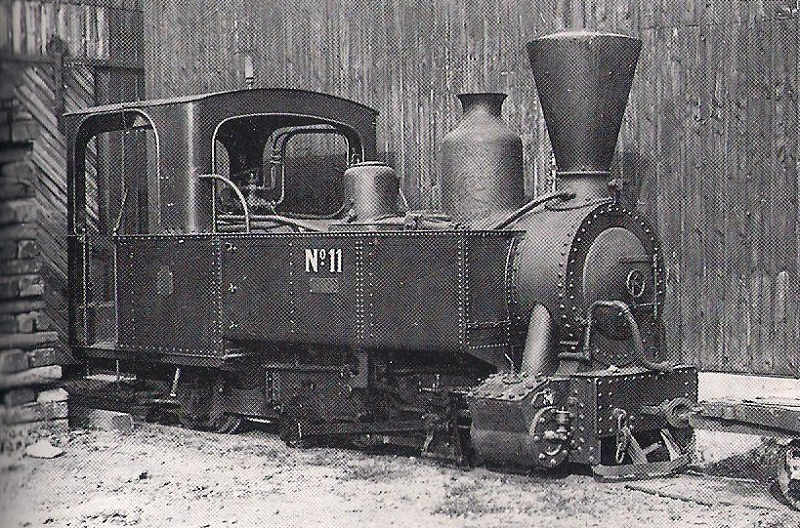
Locomotive de type 031t n°9 à 11

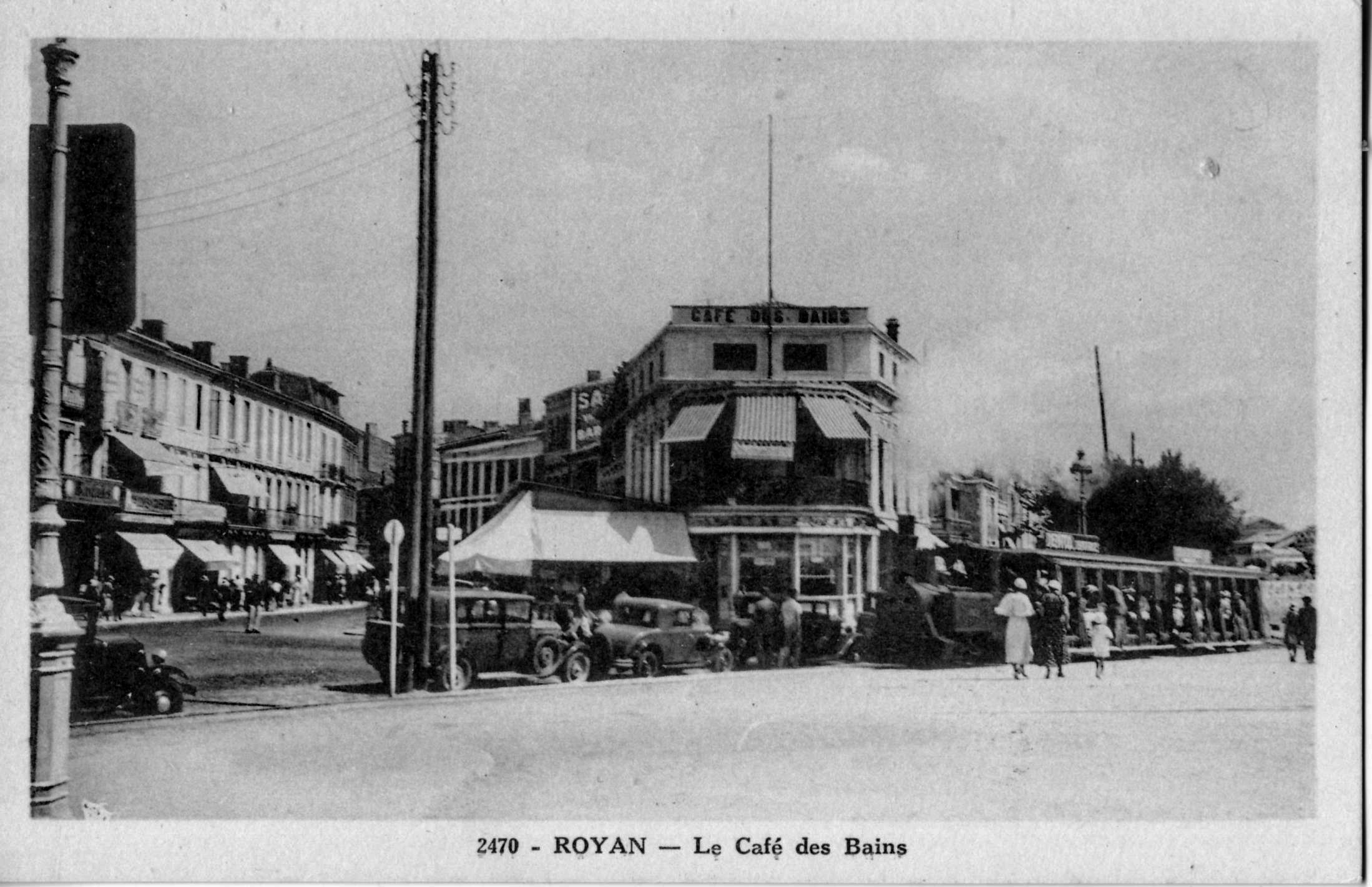
Tramway devant le Café des Bains, dans les années 1930.
On distingue clairement la locomotive à vapeur et les remorques ouvertes.

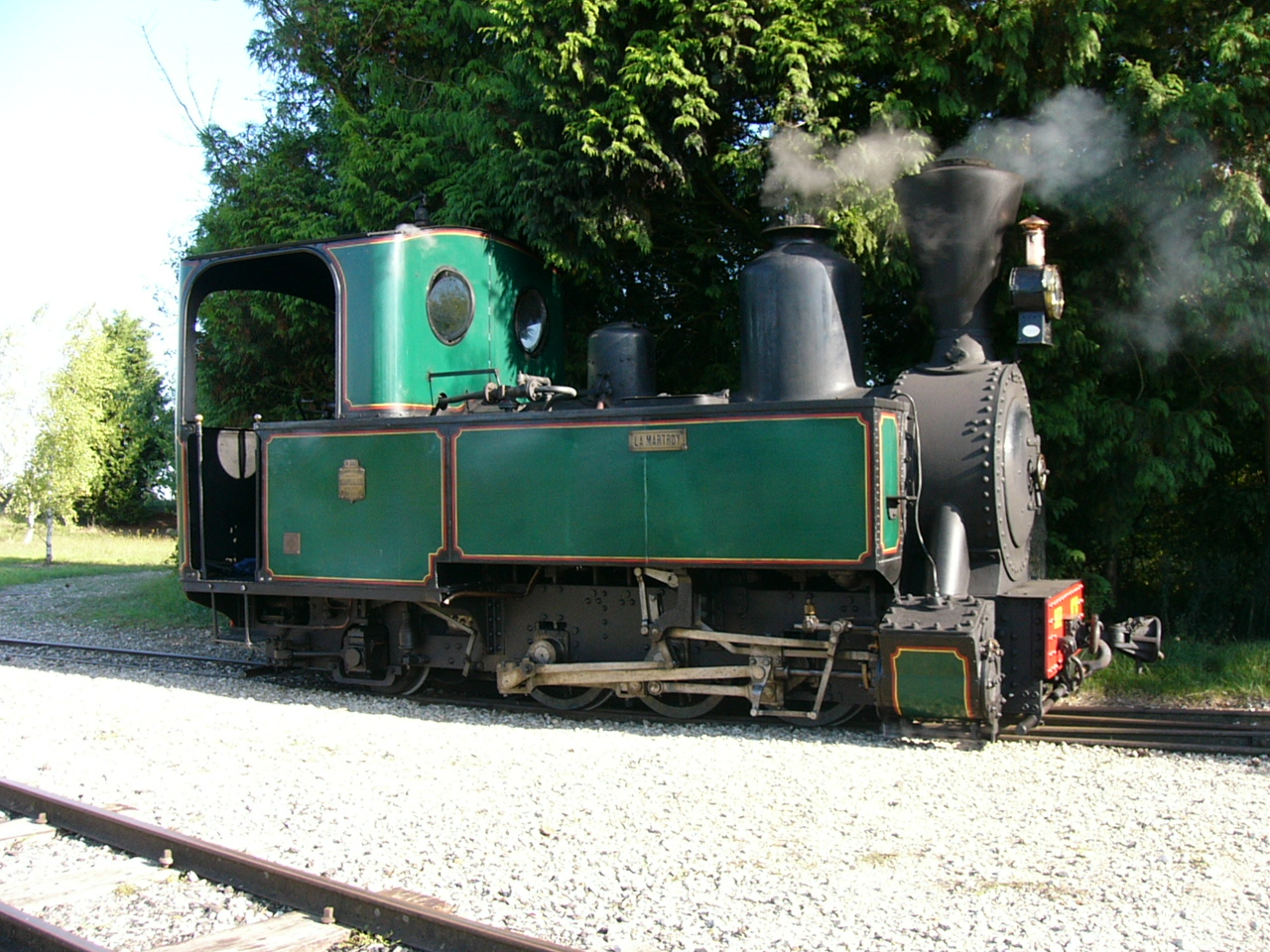
031T Decauville, identique aux machines de Royan, préservée au Musée des transports de Pithiviers

La traction du tramway était assurée par des locomotives à vapeur ;
- Mallet type 020-020T, 4 unités circulent en 1891 puis sont vendues au chemins de fer du Calvados
- N° 1 à 8: 021T, Decauville et Weidknecht, poids à vide 7 tonnes
- N° 9 à 11: 031T, Weidknecht pour le tramway de la Grande Côte, poids à vide 10 tonnes

Le parc de voitures à bogies se constituait de baladeuses, entièrement ouvertes sur les côtés, toutes livrées par Decauville.
Six automotrices à essence construites par les Établissements Campagne, circulent sur la section comprise entre La Grande Côte et Ronce les Bains.

## Vestiges et matériels préservés
il subsiste les plateformes des lignes autour de Royan, mais aucun véhicule.